# NGC 202
NGC 202 est une galaxie lenticulaire barrée située dans la constellation des Poissons.NGC 202 a été découverte par l'astronome français Édouard Stephan en 1876.

## Caractéristiques
Sa vitesse par rapport au fond diffus cosmologique est de 3 648 ± 41 km/s, ce qui correspond à une distance de Hubble de 53,8 ± 3,8 Mpc (∼175 millions d'al). 